# Eugenia de Montijo
María Eugenia Ignacia Agustina de Palafox y Portocarrero de Guzmán y Kirkpatrick, nota come Eugenia de Montijo (Granada, 5 maggio 1826 – Madrid, 11 luglio 1920), diciannovesima contessa di Teba e decima contessa di Montijo, fu imperatrice consorte dei Francesi dal 1853 al 1870 in virtù del suo matrimonio con Napoleone III; fu l'ultima sovrana di Francia.

## Biografia

### Nascita e formazione

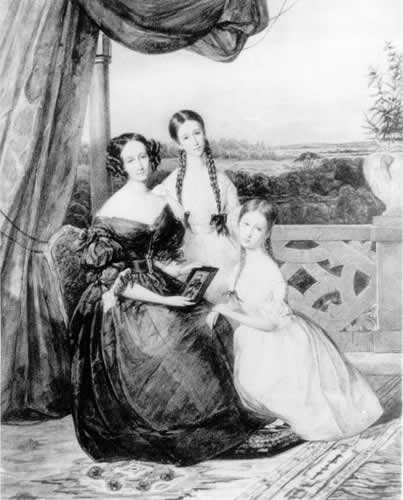
María Eugenia, in tenera età, con la madre María Manuela Kirkpatrick e la sorella Paca

Eugenia nacque a Granada, in Spagna, il 5 maggio 1826 alle ore 12 nella strada di Grazia. Era la figlia minore del conte e della contessa di Teba.
Suo padre, don Cipriano de Palafox y Portocarrero (1784-1839), conte di Teba, fratello minore del conte di Montijo - da cui prenderà il titolo - si era alleato con la Francia durante il Primo Impero. Ufficiale d'artiglieria, alla testa degli studenti della Scuola politecnica partecipò alla battaglia di Parigi nel 1814 e fu fatto Grande di Spagna nel 1834.
Agli occhi del popolo spagnolo era un afrancesado, ovvero uno che, durante la Guerra d'indipendenza spagnola, aveva preso le parti della Francia bonapartista, così che sua figlia fu educata nel culto napoleonico.

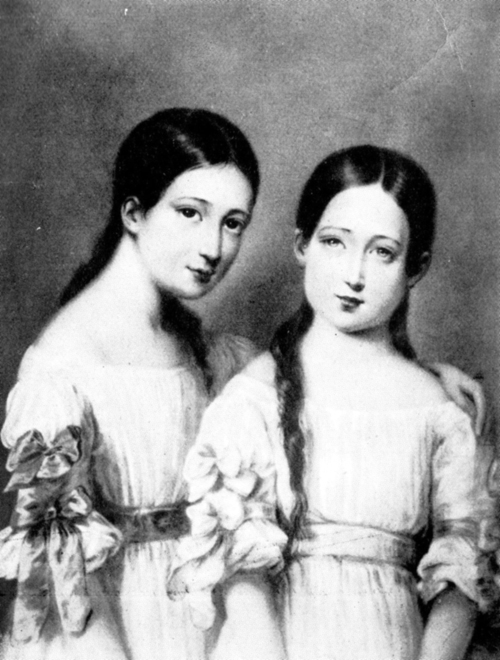
María Francisca, detta Paca, e Eugenia da bambine.

Sua madre, María Manuela Kirkpatrick (1794-1879), un'aristocratica metà scozzese e metà spagnola, era la figlia dello scozzese William Kirkpatrick, che fu console degli Stati Uniti a Malaga, e della nipote del conte Mathieu de Lesseps. La famiglia Kirkpatrick fu ammessa nell'aristocrazia spagnola e apparteneva alla nobiltà scozzese di Closeburn.
Intuendo lo scoppio delle guerre carliste, sua madre, la contessa di Montijo, portò nel 1834 le sue due figlie in Francia, soggiornando a lungo nella località balneare di Biarritz, dove la futura imperatrice trascorrerà le sue villeggiature dopo avervi soggiornato due mesi nel 1854 e Napoleone III le costruirà un castello.
Eugenia, contessa di Teba, fu educata a Parigi all'Istituto del Sacro Cuore, dove ricevette la formazione tradizionale dell'aristocrazia cattolica dell'epoca. Sua madre, divenuta vedova nel 1839, affidò l'istruzione delle due giovani figlie, Paca ed Eugenia, a Stendhal, che insegnò loro la storia, essenzialmente aneddoti sul regno di Napoleone, che aveva conosciuto, e al suo grande amico Mérimée, che s'incaricò dell'insegnamento della lingua francese e che resterà per tutta la vita amico intimo di Eugenia.
La sorella maggiore dell'imperatrice, María Francisca de Sales, conosciuta con il soprannome di Paca, erede del titolo Montijo e di altri titoli familiari, sposò nel 1849 il XV duca d'Alba Jacobo FitzJames Stuart, proprietario di immensi beni, fra i quali il palazzo di Liria a Madrid, dove l'ex-imperatrice morì sessant'anni dopo la sorella.

### Relazione con Luigi Napoleone Bonaparte

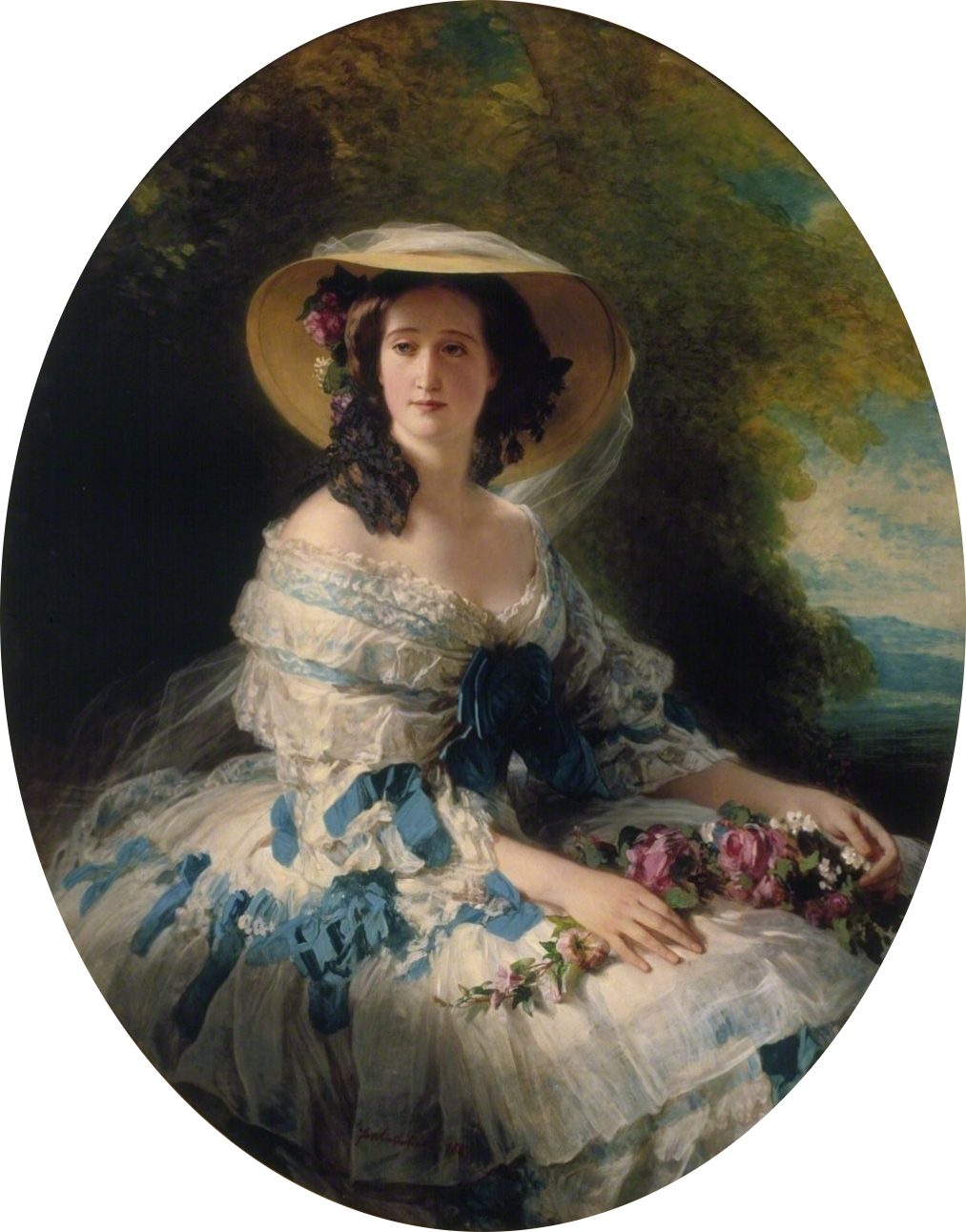
L'imperatrice Eugenia con un grande cappello di paglia di manifattura fiorentina, dipinto di Franz Xaver Winterhalter, 1857

Nel 1849 Eugenia conobbe Luigi Napoleone Bonaparte, presidente della Repubblica francese nell'hôtel di Matilde Bonaparte, poi all'Eliseo.
Dal loro primo incontro, colui che era allora solo il "principe-presidente", ne fu sedotto. L'assedio sentimentale di Luigi Napoleone ad Eugenia durò due anni; la sua corte assidua, dopo il soggiorno al castello di Compiègne, fu all'origine dell'episodio del trifoglio di Compiègne. I familiari dell'imperatore furono assai divisi all'inizio riguardo alla contessa spagnola; alcuni sostenevano che l'imperatore dovesse legarsi ad una famiglia regnante, come aveva fatto Napoleone Bonaparte con Maria Luisa.
Tuttavia i sovrani europei, anche se imparentati con il nuovo imperatore, erano poco inclini a dare una delle loro figlie in matrimonio ad un sovrano dal trono incerto, che loro guardavano come un nuovo ricco ed un avventuriero.

### Matrimonio

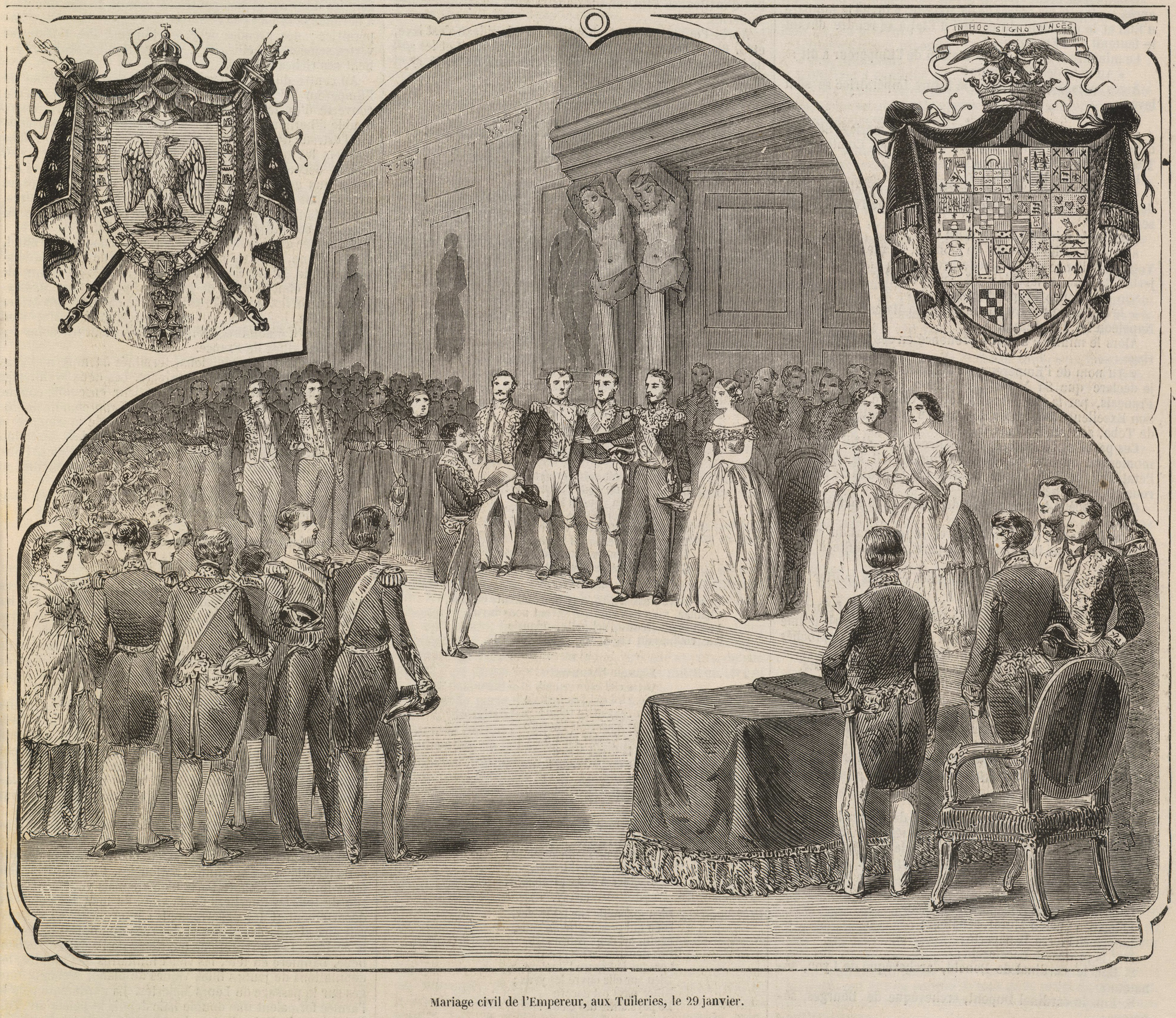
Matrimonio civile di Napoleone III e Eugenia alle Tuileries, il 29 gennaio 1853

Il 12 gennaio 1853, un incidente dopo un ballo alle Tuileries, dove la giovane Eugenia si fece trattare da avventuriera da Madame Hippolyte Fortoul, moglie del ministro dell'educazione, fece precipitare la decisione di Napoleone III di chiedere Eugenia in matrimonio, dopo aver posto termine alla sua relazione con Miss Howard.
Alle Tuileries, nel suo comunicato del 22 gennaio 1853 davanti al Senato, al Corpo legislativo e al Consiglio di Stato, l'imperatore dichiarò che avrebbe sposato Eugenia, dichiarando tutte le sue numerose virtù e la sua scelta di sposare una donna che amava invece di una sconosciuta, le cui alleanze che avesse determinato avrebbero tuttavia comportato evidenti sacrifici.
L'atto di matrimonio civile fu registrato al Palazzo delle Tuileries nella Sala dei Marescialli, il 29 gennaio 1853 alle 20. Il matrimonio religioso si svolse a Notre Dame de Paris il 30 gennaio 1853. Per questa occasione, l'imperatore firmò 3.000 ordini di grazia e fece sapere che tutte le spese del matrimonio sarebbero state pagate sul budget della sua lista civile dopo che Eugenia aveva rifiutato una parure di diamanti, offerta dalla città di Parigi, e chiesto che la somma corrispondente fosse dedicata alla costruzione di un orfanotrofio, che sarà poi edificato sul luogo di un antico mercato dei foraggi di Faubourg Saint-Antoine, nel XII arrondissement di Parigi.
Fu l'architetto Jacques Hittorff che fu incaricato della costruzione, a cui diede la forma di una collana; la scuola inaugurata il 28 dicembre 1856, prese il nome di Maison Eugène-Napoléon in onore del giovane Luigi Napoleone Bonaparte (1856-1879), nato nel 1856.
La luna di miele ebbe luogo al parco di Villeneuve-l'Étang, a Marnes-la-Coquette, nel cuore del Dominio nazionale di Saint-Cloud, terreno acquistato dal futuro imperatore; qualche settimana dopo l'imperatrice rimase incinta, ma perse il bambino a causa di una caduta da cavallo.

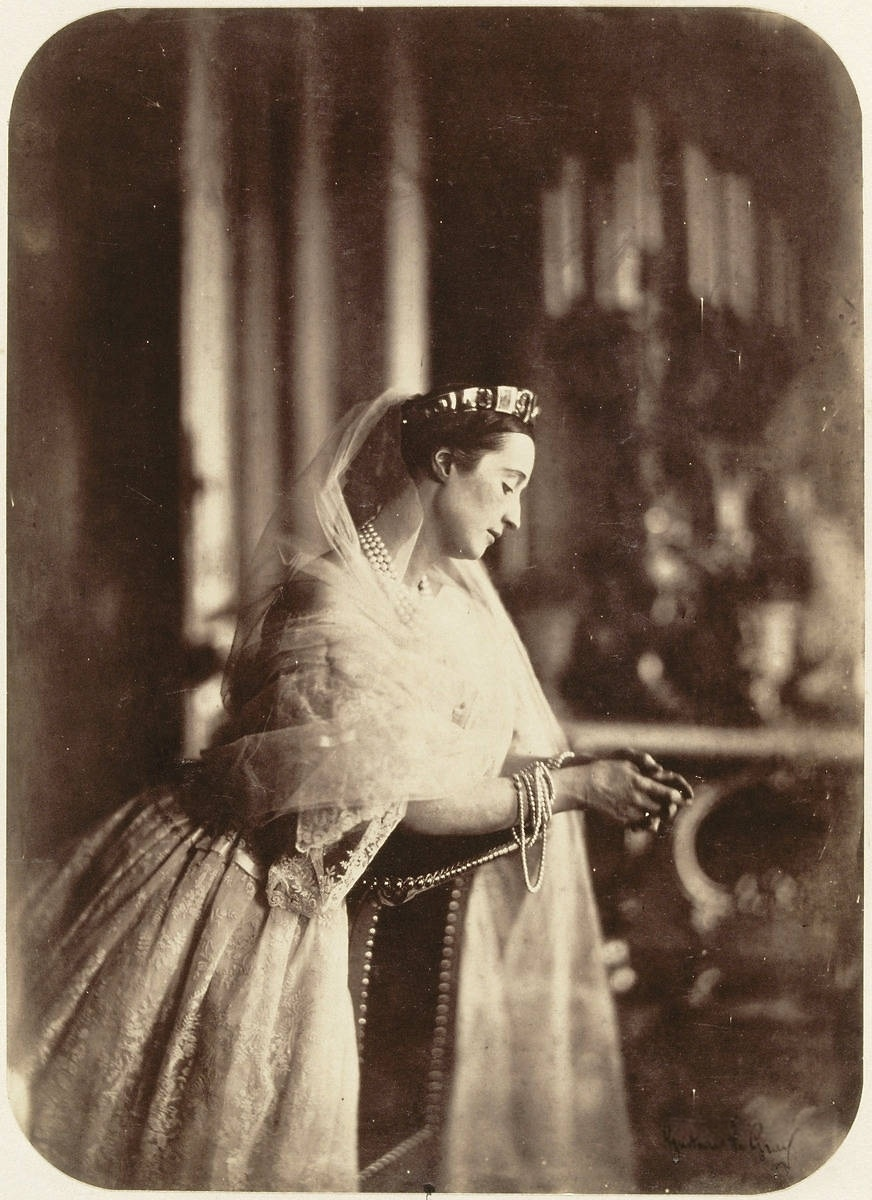
L'imperatrice Eugenia, fotografia di Gustave Le Gray, 1856.

Una nuova gravidanza arrivò neanche due anni dopo, all'inizio dell'estate 1855. Luigi Napoleone, unico figlio di Napoleone III e di Eugenia, nacque il 16 marzo 1856. L'evento fu ancora l'occasione per Napoleone III di annunciare una nuova amnistia per i fuorilegge del 2 dicembre, dopo che 600 000 abitanti di Parigi (un Parigino su due) si unirono per offrire un regalo all'imperatrice. Il mattino del 17, cento colpi di cannone annunciarono questo grande evento al paese. L'imperatore aveva deciso che sarebbe stato il padrino e l'imperatrice madrina di tutti i figli legittimi nati in Francia nella giornata del 16 marzo, che erano 3 000.
Con la sua bellezza, il suo fascino e la sua eleganza Eugenia contribuì al successo del regime imperiale. Ebbe un'amicizia stretta con la principessa Pauline von Metternich, moglie dell'ambasciatore austriaco a Parigi, che giocò un ruolo importante nella vita culturale e sociale della corte.

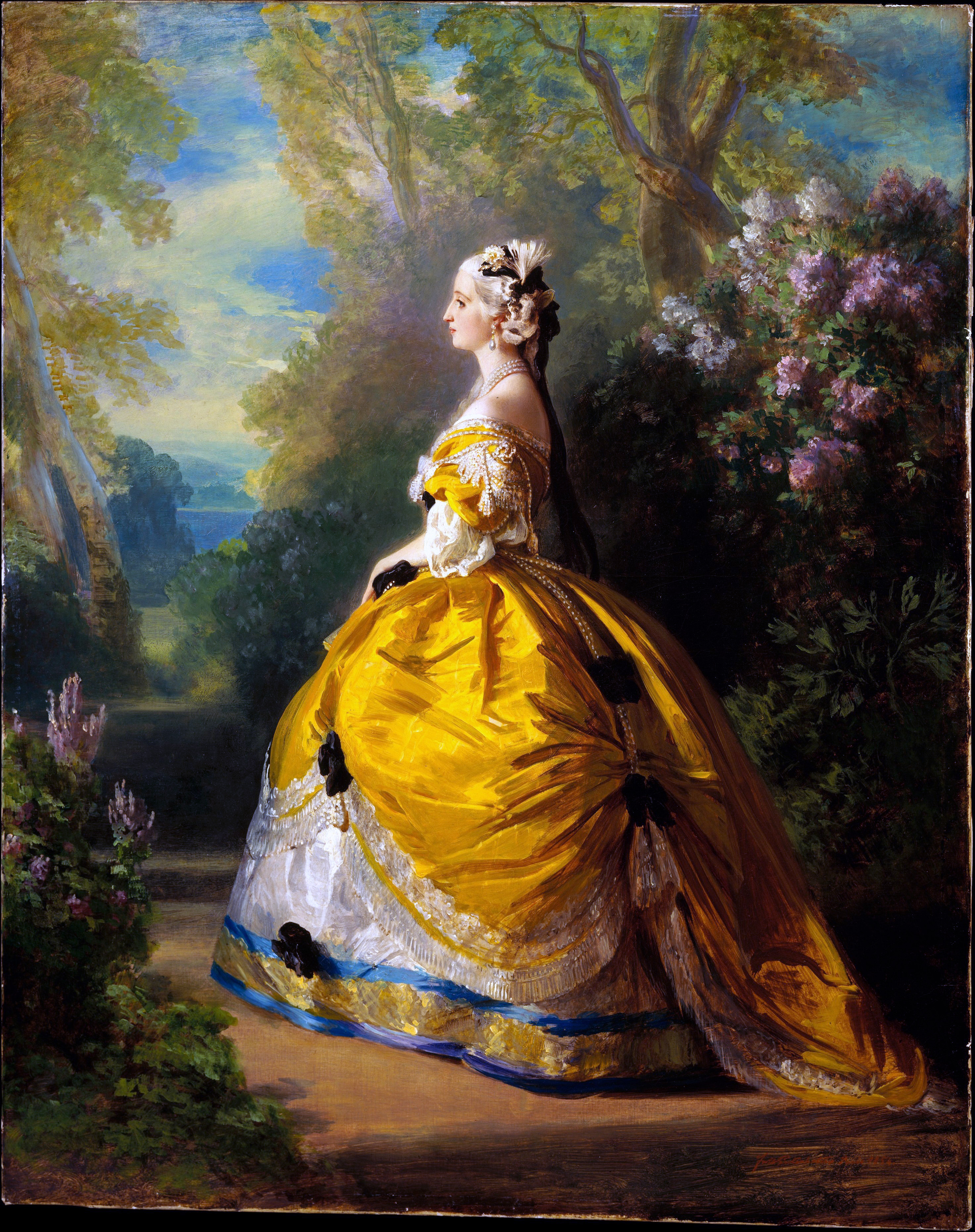
Eugenia nelle vesti della regina Maria Antonietta, dipinto di Winterhalter, 1854.

Eugenia, come Maria Antonietta nel secolo precedente, influenzò la moda: quando nel 1855 iniziò ad indossare le crinoline, tutta l'Europa seguì il suo esempio e quando alla fine degli anni sessanta le abbandonò, su consiglio del suo stilista, Charles Worth, le donne la seguirono nuovamente. L'aristocratica eleganza di Eugenia, lo splendore dei suoi vestiti e la ricchezza dei suoi gioielli sono ben documentati in innumerevoli dipinti, soprattutto realizzati dal suo ritrattista personale, Franz Xaver Winterhalter. L'interesse di Eugenia per la vita di Maria Antonietta ebbe conseguenze sulle mode e sull'arte del tempo: l'imperatrice infatti, oltre a indossare abiti ispirati al XVIII secolo, prediligeva arredamento e mobilio in stile neoclassico, caratteristico del regno di Luigi XVI.

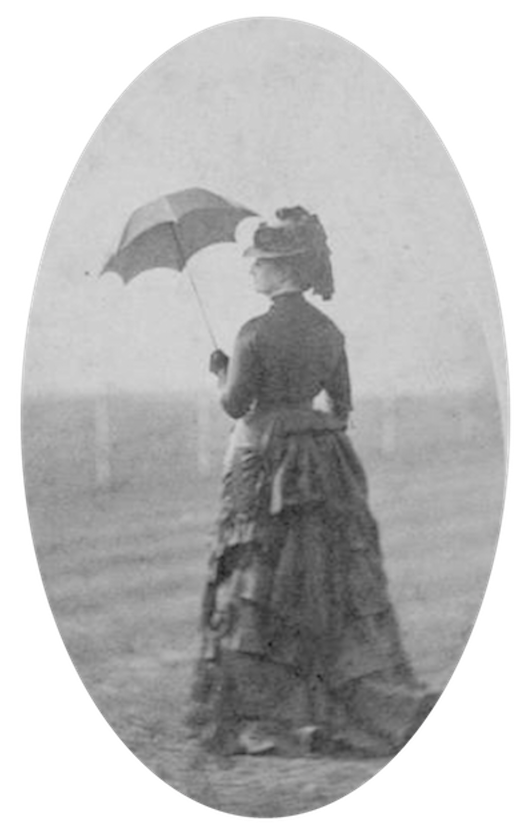
Eugenia de Montijo, metà del 1860.

Per la sua educazione e per la sua intelligenza, spesso il marito la consultava sulle importanti questioni di Stato, ed ebbe la reggenza durante le assenze di Napoleone, nel 1859, 1865 e 1870. Da cattolica e conservatrice, l'influente Imperatrice contrastava tutte le tendenze liberali della politica di Napoleone III.
Osteggiò, per devozione al papa, la politica filo-italiana di Napoleone III, tanto più che la prima fase dell'alleanza francese con i piemontesi era nata sotto l'egida della relazione dell'Imperatore con la Contessa di Castiglione. Tanta era l'avversione dell'Imperatrice a queste relazioni piemontesi, che fece organizzare un primo attentato - simulato - per tentare di distogliere il coniuge dalla vicenda.

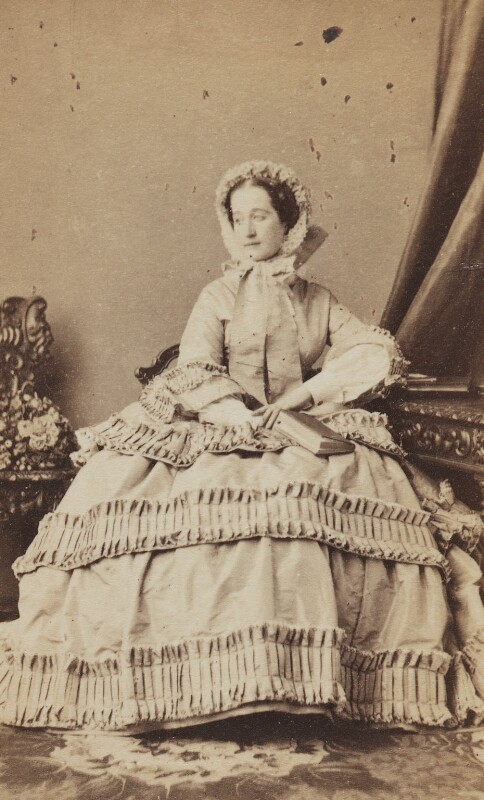
L'imperatrice Eugenia, fotografia di André-Adolphe-Eugène Disdéri, 1858

Il 14 gennaio 1858, alle 8 e mezza di sera, in rue Lepelletier, nei pressi del teatro dell'Opéra national de Paris, fu coinvolta nell'attentato ordito dal patriota italiano Felice Orsini contro il marito. Tre bombe lanciate da Orsini, Giovanni Andrea Pieri e da Carlo Di Rudio contro il corteo imperiale, lasciarono illesi Napoleone III e l'imperatrice Eugenia, ma causarono otto morti e ben 156 feriti tra la folla assiepata ai bordi della strada.
Le idee conservatrici le causarono l'astio di molti e fu violentemente attaccata da un'intensa attività anti-propagandistica, proprio com'era accaduto alla medesima Maria Antonietta.

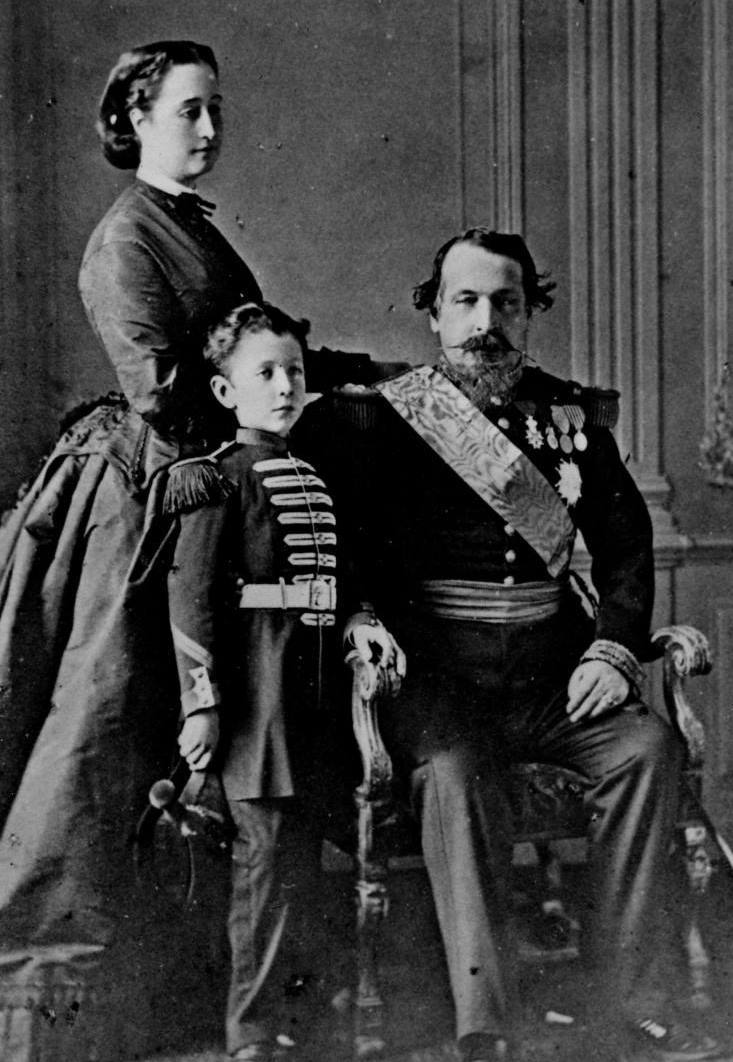
La famiglia imperiale nel 1865

### Esilio

#### Vita a Camden Place

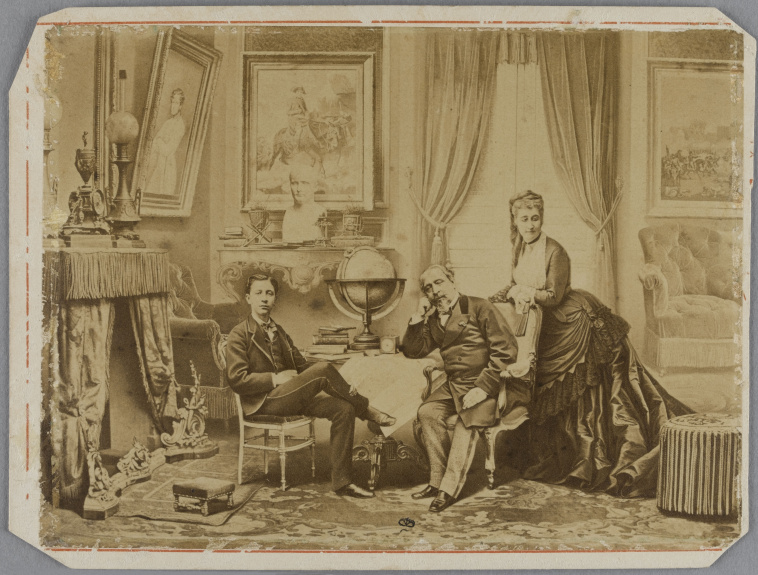
La famiglia imperiale in esilio a Camden Place, 1872.

Quando il Secondo Impero francese crollò a seguito della sconfitta subita dalla Francia nella Guerra franco-prussiana (1870-1871), l'Imperatrice e suo marito trovarono rifugio in Inghilterra e si stabilirono a Chislehurst, nel Kent. L'ultima sovrana di Francia, con l'aiuto del suo dentista americano, il dottor Thomas Wiltberger Evans, fuggì da Parigi prima che fosse proclamata la repubblica o si verificasse qualsiasi tentativo rivoluzionario, memore di quello che era accaduto a Maria Antonietta meno di cento anni prima. Come infatti, all'epoca, nelle strade di Parigi si urlava "a morte l'austriaca", in quei giorni i francesi presero a gridare "a morte la spagnola".
L'imperatrice Eugenia sbarcò in Inghilterra l'8 settembre e a Hastings si ricongiunse col figlio. Da quel momento iniziò una fitta corrispondenza col marito, prigioniero politico nel castello di Wilhelmshöhe, a Kassel, e con gli altri sovrani d'Europa, cercando inutilmente appoggio in prospettiva di una pace favorevole alla Francia. Lo stesso Bismarck si mise in contatto con l'imperatrice, da lui riconosciuta come unica detentrice del potere politico francese, per avviare trattative di pace favorevoli alla dinastia, ma non alla Francia. Eugenia rifiutò di farsi coinvolgere in qualsiasi iniziativa che potesse pregiudicare la libertà d'azione del governo repubblicano di difesa nazionale.
Tuttavia, consapevole che la Prussia avrebbe preteso cessioni territoriali, si appellò direttamente a Guglielmo I, che le rispose in merito: «La Germania deve avere la certezza che la prossima guerra la troverà ben pronta a respingere l'attacco che possiamo aspettarci non appena la Francia si sarà ripresa o avrà trovato degli alleati. È unicamente questa triste considerazione - e non il desiderio di ingrandire il mio paese il cui territorio è già abbastanza vasto - che mi costringe a insistere su cessioni territoriali che non hanno altro scopo che quello di far arretrare il punto di partenza degli eserciti francesi che, in futuro, verranno ad attaccarci». Questa lettera sarebbe stata in seguito importantissima per i trattati di pace della Prima guerra mondiale.
Dopo la capitolazione di Metz (27 ottobre 1870), l'imperatrice si recò in visita dal marito a Wilhelmshöhe, rimanendovi quattro giorni. Il 28 gennaio 1871 fu proclamato l'armistizio che pose fine all'assedio di Parigi e si formò il nuovo governo ufficiale, presieduto da Adolphe Thiers, con cui Bismarck accettò di trattare. La pace fu firmata il 10 maggio a Francoforte sul Meno e come previsto ci furono ingenti cessioni territoriali: l'Alsazia e la Lorena divennero tedesche.

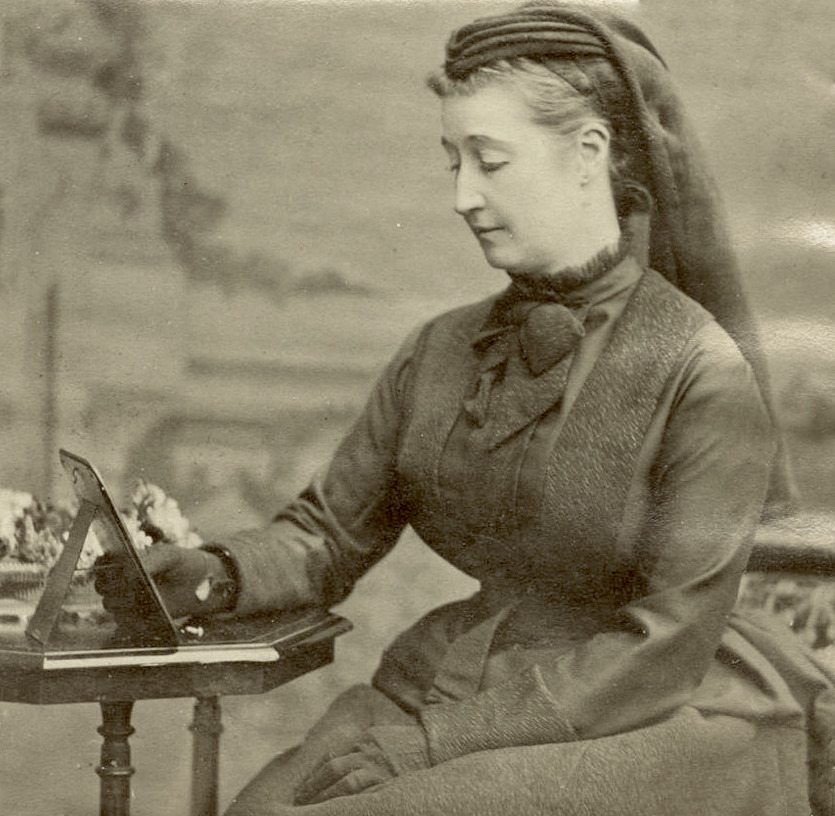
L'imperatrice Eugenia a lutto, 1873.

L'imperatore fu dichiarato libero e il 20 marzo 1871 sbarcò a Dover. I sovrani esiliati e il figlio vissero insieme da quel momento a Camden Place, una residenza a Chislehurst (nel Kent), che Eugenia aveva affittato già dal settembre dell'anno prima. In Inghilterra la coppia imperiale ritrovò la perduta serenità coniugale e condusse una vita da ricchi borghesi: Napoleone III vendette le sue proprietà in Italia e il ricavato fu investito con successo dall'imperatrice. Eugenia si dimostrò un'ottima amministratrice e i suoi investimenti e la vendita dei suoi gioielli privati garantirono alla famiglia la stabilità economica. Il Principe Imperiale venne mandato a studiare prima al King's College di Londra, poi all'Accademia militare di Woolwich, dove si dimostrò un ottimo studente. Nel novembre 1872 il disturbo alla vescica dell'imperatore iniziò a peggiorare sensibilmente e la regina Vittoria gli inviò i suoi migliori medici. L'imperatore acconsentì a farsi operare. Il 2 gennaio avvenne il primo intervento, che asportò solo una parte del grande calcolo che lo faceva soffrire. Seguirono altre operazioni e sembrava che stesse meglio, ma il 9 gennaio 1873 morì. Fu sepolto a Saint Mary, la chiesetta cattolica di Chislehurst.
Secondo il testamento di Napoleone III, l'imperatrice divenne il capo del partito bonapartista ed erede universale dei suoi beni fino alla maggiore età del figlio. Il 16 marzo 1874 il Principe Imperiale divenne maggiorenne e ricevette il sostegno dei bonapartisti rinvigoritisi in Francia. Dall'estate di quell'anno la sovrana iniziò nuovamente a viaggiare e scelse come meta delle sue vacanze il castello di Arenenberg, sul lago di Costanza, un tempo appartenuto a sua suocera Ortensia di Beauharnais. La regina Vittoria, già amica di Eugenia quando era sul trono, prese a cuore il giovane principe e gli esiliati francesi divennero quasi parte della famiglia reale inglese. Fu allora che si iniziò a parlare di un possibile matrimonio tra Luigi e la figlia minore della regina, la principessa Beatrice. Tuttavia, non è rimasta nessuna prova in merito a cosa progettassero effettivamente le due madri per i figli.
L'imperatrice, affinché il figlio ampliasse la sua cultura, decise di coinvolgerlo in un lungo viaggio in Italia. Tra il 1876 e il 1877 Luigi visitò le principali città italiane, mentre Eugenia prese dimora fissa a Firenze, a Villa Oppenheim, vicino al giardino di Boboli. A Milano fu omaggiata da una visita del principe Umberto e della principessa Margherita di Savoia, mentre a Palazzo Pitti fu ricevuta da Vittorio Emanuele II. La visita non fu un successo perché Eugenia rimase ammutolita di fronte alla scrivania del re dove erano presenti foto di tutti gli Hohenzollern e nessuna di suo marito. Quando Vittorio Emanuele le chiese se fosse stupita di ciò che vedeva, Eugenia gli rispose: «Mi stupisco di ciò che non vedo». A Roma il Principe Imperiale rese omaggio a papa Pio IX, suo padrino, mentre l'imperatrice preferì non vedere il Papa ma gli amici e i parenti. Finito il soggiorno in Italia, Luigi tornò in Inghilterra, mentre Eugenia si recò in Spagna a trovare la madre, ormai cieca. Visitò anche suo cognato al palazzo di Liria. Nel 1878, invece, il Principe Imperiale visitò i paesi scandinavi, mentre l'imperatrice andò ad Ems.

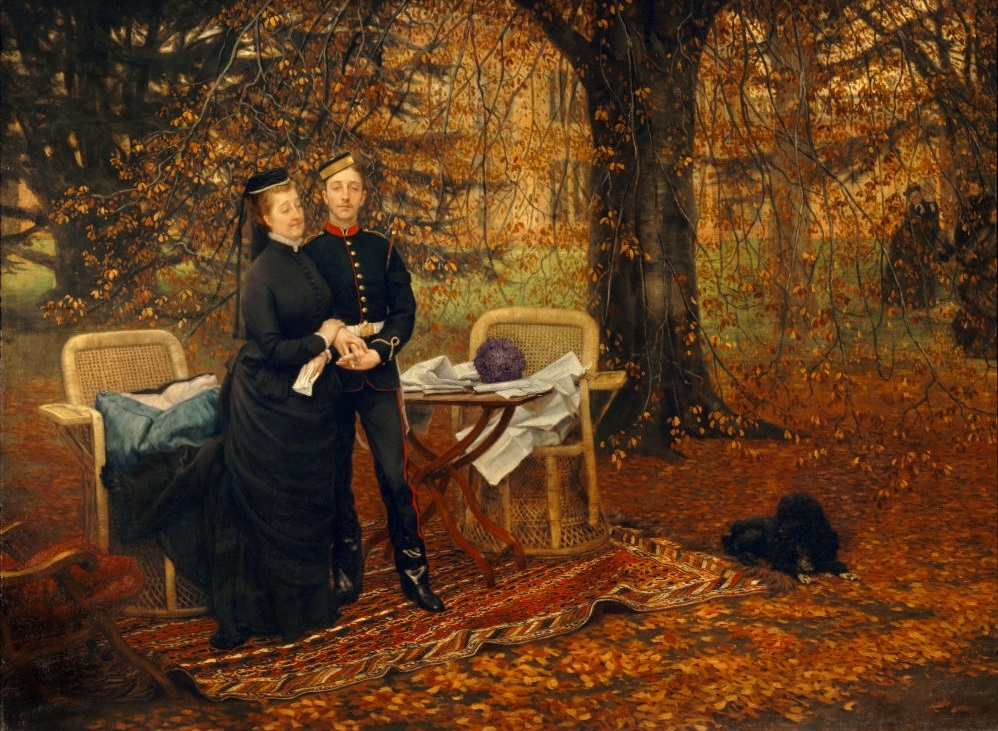
L'imperatrice Eugenia e suo figlio. Dipinto di James Tissot, 1878.

All'inizio del 1879 Luigi decise di andare a combattere sotto la bandiera inglese in Sudafrica, nella guerra contro gli Zulu. Seppur contraria, l'imperatrice riuscì a ottenere i permessi necessari dalla regina Vittoria. Il 27 febbraio 1879 Eugenia disse addio a suo figlio: non lo avrebbe mai più rivisto. L'imperatrice passò i mesi successivi in solitudine e in ansia, aspettando costantemente le lettere del figlio e stando «alla mercé del telegrafo». Il 1º giugno 1879 il Principe Imperiale morì in un agguato degli Zulù.
L'imperatrice Eugenia ricevette la notizia solo il 20 giugno. Fu distrutta dal dolore e in quel momento delicato ricevette le visite di moltissimi suoi amici, compresa la regina Vittoria. Il 25 scrisse alla madre: «Oggi ho il coraggio di dirti che vivo ancora, giacché il dolore non uccide». Il feretro del Principe Imperiale arrivò a Chislehurst l'11 luglio e l'imperatrice vi rimase appoggiata tutta la notte, finché la mattina dopo non venne a sollevarla una sua dama, la duchessa di Morny. Quel giorno ci furono i funerali, alla presenza di tutti i bonapartisti e della famiglia reale inglese.
Seguirono per la sovrana lunghi mesi d'apatia, in cui rifiutò di rispondere alle accuse che le venivano mosse dalla Francia, dove si diceva che avesse mandato volontariamente suo figlio a morire. Pochi mesi dopo la morte di Luigi le giunse la notizia che la madre era morente: Eugenia ottenne dal governo francese il permesso di passare dalla Francia per raggiungere la Spagna, ma arrivò tardi. Doña Manuela si era già spenta, il 22 novembre 1879. La madre era l'unica con cui si era sfogata in quel terribile periodo: «Il mio dolore è selvaggio, inquieto, irascibile: non sono affatto rassegnata e non voglio sentir parlare di rassegnazione più che di consolazione. Non voglio essere consolata, voglio essere lasciata in pace». Nel marzo del 1880 Eugenia partì alla volta del Sudafrica per recarsi nel luogo dove era stato ucciso suo figlio. Dagli Zulù ebbe la desiderata conferma che era morto da eroe, combattendo faccia a faccia col nemico. Eugenia passò la notte del 1º giugno da sola, sulla croce di cemento eretta sul luogo dell'agguato. In seguito disse di aver avuto l'impressione che il figlio le fosse stato accanto e che l'avesse invogliata a tornare a casa. A un suo amico scrisse: «Nessuno può colmare l'immenso vuoto apertosi nella mia esistenza...».

#### Amicizie e viaggi

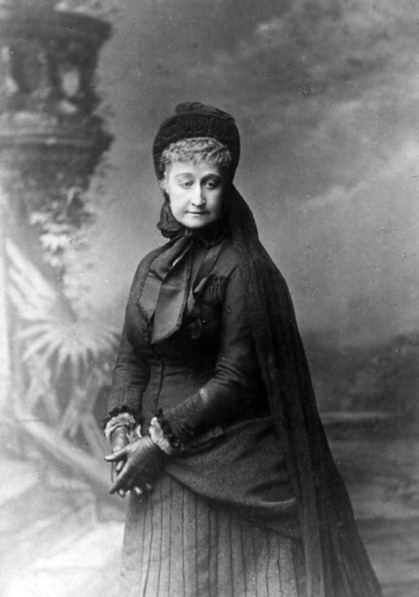
L'imperatrice Eugenia, 1880.

Dopo il viaggio nello Zululand l'imperatrice Eugenia decise di trasferirsi e comprò Farnborough Hill, una grande casa a Farnborough, nello Hampshire, insieme a molti terreni su cui fu costruita l'Abbazia di San Michele, il mausoleo di Napoleone III e del Principe imperiale. Vi si trasferì nel 1883, mentre la traslazione delle salme dei suoi cari avvenne nel 1888.
Una delle persone che aiutò maggiormente Eugenia ad uscire dal suo dolore fu la regina Vittoria del Regno Unito. Anche lei era stata scossa da molti lutti e poteva comprendere i sentimenti dell'imperatrice francese. La loro amicizia diventò sempre più stretta e passarono insieme molte estati a Osborne House e al castello di Balmoral; Vittoria ed Eugenia trovarono l'una nell'altra una sincera amica e i loro rapporti furono interrotti solo dalla morte della regina, avvenuta nel gennaio 1901. In quell'occasione Edoardo VII scrisse ad Eugenia: «Sapevo che Vostra Maestà avrebbe preso vivamente parte al nostro profondo dolore. La nostra cara madre vi era molto affezionata».
L'affetto della regina Vittoria per l'imperatrice esiliata fu comune anche ai suoi figli e nipoti: non solo le era affezionato Edoardo VII, ma anche la regina Alessandra, che aveva l'abitudine di andare a Farnborough anche senza farsi annunciare. L'imperatrice Vittoria di Germania l'aveva ammirata sin dall'adolescenza e poco dopo la morte di suo marito andò a trovarla a Farnborough, donandole gli abiti della sua non avvenuta incoronazione per farne dei paramenti per l'abbazia. Ogni qual volta le fu possibile, andò a trovare l'imperatrice francese in Inghilterra. Durante l'ultima malattia di Vittoria, Eugenia le offrì ospitalità nella sua casa a Cap Martin. La sovrana tedesca morì nell'agosto del 1901, pochi mesi dopo la madre. Di tutti i principi inglesi, però, la più assidua frequentatrice di Farnborough Hill fu la principessa Beatrice, la cui unica figlia fu chiamata Vittoria Eugenia e fu tenuta a battesimo dall'imperatrice (Vittoria Eugenia divenne in seguito regina di Spagna).
Dalla fine degli anni ottanta l'imperatrice passò la sua vita spostandosi fra tre punti focali: Farnborough Hill, il Sud della Francia e il mare. Non sopportando i rigidi inverni inglesi, Eugenia decise di comprare uno yacht, il Thisle, con cui intraprese numerosi viaggi nel Mediterraneo, visitando molti paesi (tra cui l'Italia, la Grecia, l'Egitto, la Turchia). Nel 1891 all'hotel di Cap Martin, vicino a Mentone, incontrò l'imperatrice Elisabetta d'Austria, in costante fuga da Vienna, soprattutto dopo il suicidio del figlio. Le due imperatrici, conosciutesi in ben altre circostanze, furono avvicinate dalla vecchiaia e dalle sofferenze e divennero confidenti. Nel 1892 fu completata la costruzione della Villa Cyrnos, a Cap Martin, una residenza in stile neoclassico che dava sul mare. Eugenia vi passò molto tempo sia con la regina Vittoria sia con Elisabetta (tant'è che Cap Martin fu soprannominato le Cap des Impératrices). Elisabetta morì nel 1898 assassinata a Ginevra dall'anarchico italiano Luigi Lucheni: Francesco Giuseppe, grato ad Eugenia per la compagnia che aveva fatto alla moglie, le inviò l'ombrellino e il ventaglio che Elisabetta aveva con sé al momento dell'attentato. Nel 1906 Francesco Giuseppe invitò l'imperatrice a Bad Ischl e passarono insieme tre giorni, durante i quali l'imperatore indossò come unica decorazione la Legion d'onore; Eugenia a sua volta, per omaggiarlo, indossò una tiara d'ambra nera (non aveva più portato gioielli dalla morte del marito).

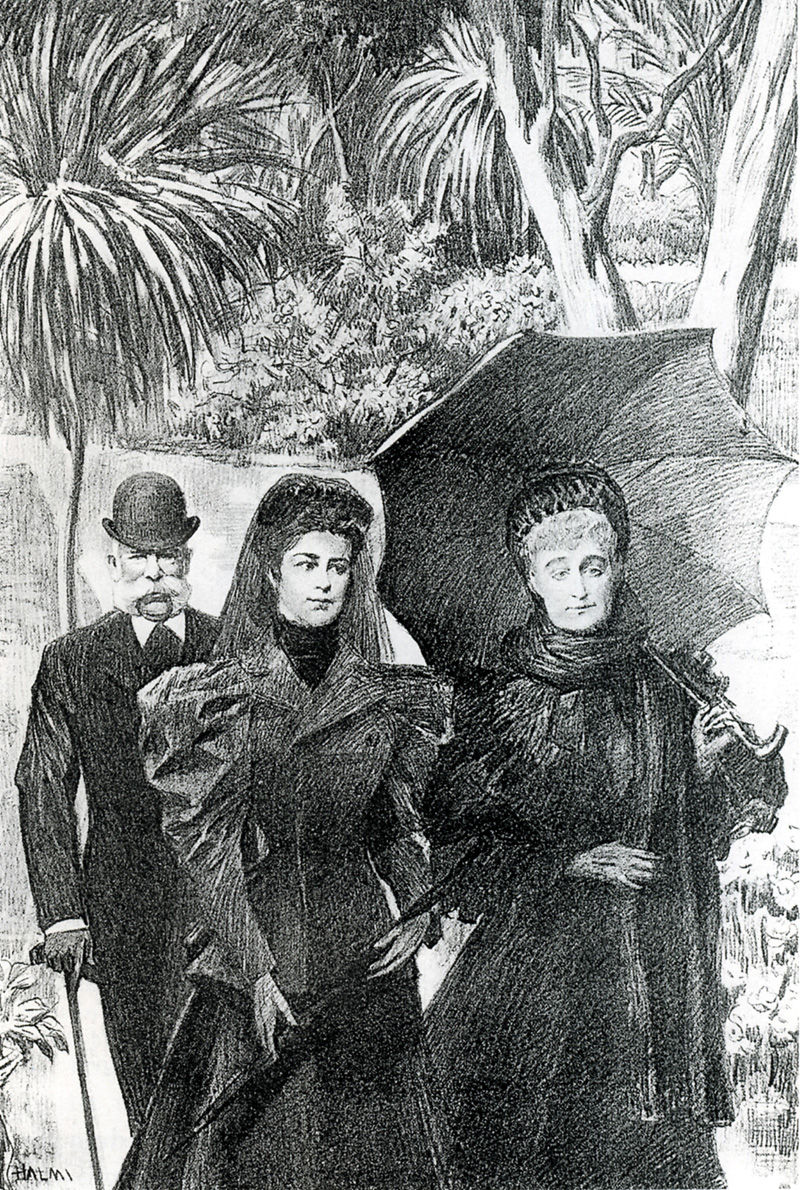
L'imperatrice Eugenia, l'imperatrice Elisabetta d'Austria e Francesco Giuseppe a Cap Martin.

L'imperatrice amava circondarsi di giovani brillanti e fu sempre attratta dalle novità: aiutò Guglielmo Marconi e gli prestò il Thisle per i suoi esperimenti. Quando nel 1901 ci fu la prima comunicazione senza fili transoceanica, il primo messaggio fu diretto a Edoardo VII, il secondo all'imperatrice Eugenia. Nel 1909 Eugenia assistette ad Aldershot ai voli acrobatici dell'aviatore William Cody; espresse il desiderio di conoscerlo e ci sono diverse foto dell'imperatrice e del pilota che le spiega il funzionamento di un aeroplano. Eugenia fornì Farnborough di tutte le ultime novità tecnologiche: nel 1907 fece installare l'elettricità e il telefono. Comprò anche un'auto, una Renault, che usò per i suoi spostamenti intorno alla città. Ormai ultrasettantenne imparò anche ad andare in bicicletta.
L'imperatrice, come già ai tempi del Secondo Impero, continuò a sostenere la posizione della donna nella società. Nel 1891 accolse a Farnborough Ethel Smyth, una compositrice e attivista per i diritti delle donne, che divenne una sua protetta. Eugenia approvò il movimento delle suffragette, sebbene non condividesse le manifestazioni violente, e invitò a casa sua Emmeline Pankhurst e le sue figlie. Nel 1899 a Villa Cyrnos iniziò il lungo ed affettuoso rapporto con Lucien Daudet: figlio di Alphonse Daudet, il giovanotto era noto nei salotti parigini per la sua bellezza e la sua relazione sentimentale con Marcel Proust. Fu, del resto, il conte Robert de Montesquiou, vecchia conoscenza di Proust, a presentare il giovane Lucien alla marchesa Flavia di Casa-Fuerte, la quale poi lo introdusse all'imperatrice Eugenia. Ella ne fece il suo protetto, invogliandolo a dedicarsi alla scrittura. Daudet fu per l'imperatrice quasi un figlio adottivo: lo chiamava per nome (cosa che non faceva con quasi nessun altro) oppure mon cher enfant. Nel 1910 Daudet decise di scrivere un libro sull'imperatrice. Eugenia inizialmente gli negò il permesso, come aveva sempre fatto con tutti quelli che glielo avevano chiesto. Lucien, tuttavia, riuscì a convincerla promettendole che non avrebbe parlato di storia ma della sua personalità, delle sue idee e dei suoi gusti: «un ritratto scritto». Il libro fu pubblicato a Parigi all'inizio del 1912 col titolo L'Impératrice Eugénie ed è una delle opere fondamentali scritte sull'imperatrice Eugenia come donna. Eugenia conobbe anche Jean Cocteau (presentatole da Daudet), che ha lasciato un vivido ricordo dell'imperatrice nei suoi Souvenirs.
L'imperatrice non perse mai di vista gli svolgimenti politici europei, fu sempre una gran lettrice di quotidiani e invitava spesso gli ambasciatori stranieri nelle sue residenze. Seguì con apprensione la Guerra ispano-americana nel 1898, arrivando a rompere una promessa fatta alla regina Vittoria (cioè di non parlare mai con lei di politica) e chiedendole di intercedere a favore della reggente Maria Cristina. Nell'affare Dreyfus l'imperatrice fu fin da principio pro-Dreyfus a differenza di molti intellettuali del suo ambiente, come ad esempio il bizantinista Gustave Schlumberger. Convinto della colpevolezza di Dreyfus, costui interrompeva chiunque parlasse a favore dell'ufficiale ebreo, ma ascoltò senza contraddirla la difesa pro-Deyfus, che l'imperatrice fece all'Hotel Continental, a Parigi.

#### Grande Guerra e morte

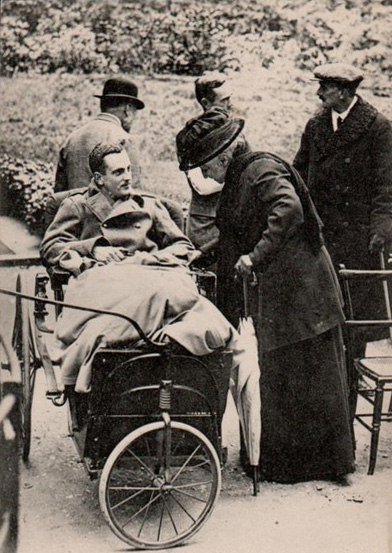
L'imperatrice Eugenia visita un soldato ferito a Farnborough Hill, 1914.

Alla notizia dell'ultimatum dell'Austria alla Serbia, l'imperatrice Eugenia si preparò ad affrontare la futura guerra con risolutezza. Scoppiata la guerra, offrì la Villa Cyrnos alle autorità francesi perché ne facessero un ospedale, ma l'offerta fu rifiutata. Allora decise di trasformare la stessa Farnborough Hill in un ospedale militare, aiutando l'Intesa da semplice privata cittadina inglese. Un'ala della casa divenne dunque un ricovero per gli ufficiali feriti. La direzione generale fu ricoperta prima da Lady Haig - moglie del generale Douglas Haig, che forniva all'imperatrice costanti informazioni sugli eventi bellici - poi da Miss Vesey, intima di Eugenia. Il capo chirurgo e direttore medico fu invece il Dottor Attenborough.
La stessa imperatrice fu curata nel suo ospedale nel 1916 quando scivolò dall'ampio scalone della casa. A un'infermiera che l'aiutò a risalire le scale e che si preoccupava che soffrisse troppo salendole, l'imperatrice disse: «Mia cara, è stato molto più doloroso scenderle». Eugenia si dedicò con passione al suo ospedale, preoccupandosi di acquistare sempre le ultime macchine mediche disponibili sul mercato. Lei stessa, per quello che le permetteva l'età, si occupava dei pazienti, andandoli a trovare e conversando con loro. Quando le giungevano cattive notizie, non si faceva vedere all'ospedale: «Non è bene che mi vedano preoccupata e triste. I malati hanno bisogno d'essere tenuti su di morale, e non d'essere depressi».
Anche il Thisle, il suo yacht personale, fu da lei donato alla marina militare inglese perché potesse disporne come preferiva. Quando gli zeppelin tedeschi attaccavano la base militare di Aldershot, vicina a Farnborough, l'imperatrice svegliava in piena notte la sua dama Antonia d'Attainville per andare a vederli, anche quando pioveva. Alle proteste delle preoccupate Mme d'Attainville e Miss Vesey, l'imperatrice una volta rispose: «Bah! Non è certo alla mia età che si può cominciare ad aver paura».

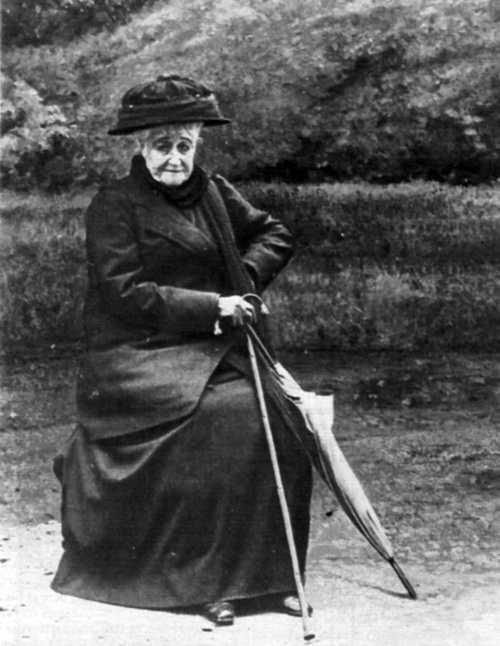
L'imperatrice Eugenia poco prima della sua morte, 1920.

L'imperatrice riuscì ad essere d'aiuto alla Francia in una questione molto spinosa. Il 5 giugno 1917 i deputati del Governo francese iniziarono a discutere della possibilità di riottenere indietro l'Alsazia e la Lorena grazie ai futuri trattati di pace. Il Dottor Hugenschmidt, medico di Georges Clemenceau, era a conoscenza che l'imperatrice Eugenia conservava la lettera scrittale nel 1871 dal kaiser Guglielmo I, in cui questi dichiarava che l'annessione di quei territori era stata determinata da fattori politici e bellici e non per spirito nazionale e di popolo. Hugenschmidt, per ordine di Clemenceau, si recò a Farnborough Hill a chiedere la lettera all'imperatrice, che non fece alcuna obiezione a consegnargliela. La lettera fu letta in una riunione solenne alla Sorbona davanti a tutti i rappresentanti alleati e sarebbe stata fondamentale ai trattati di pace per reclamare l'Alsazia e la Lorena sulla base del principio di autodeterminazione dei popoli. In seguito Clemenceau inviò una lettera di ringraziamento all'imperatrice Eugenia.
Alla notizia della fine della guerra l'imperatrice Eugenia esclamò: «Grazie a Dio la carneficina è finita!». Ormai unica superstite dell'epoca dei grandi imperi, rimase inorridita dallo smembramento dell'Impero austro-ungarico e dalla fine dell'Impero russo. Sebbene l'imperatrice fosse stata rasserenata dalla riconquista dell'Alsazia-Lorena, il Trattato di Versailles l'agghiacciò. Al colonnello inglese Verner, suo amico, disse: «Che avete fatto? Questa non è una pace, qui ci sono i semi di future guerre. Vedo in ogni articolo di questa pace un piccolo uovo, un nucleo di ulteriori guerre [...] Voi sapete quel che dico sempre a proposito della necessità di imporre tutte le condizioni possibili. Ma gli Alleati stanno imponendo condizioni impossibili. Non contenti, si accingono a distruggere la marina mercantile tedesca, il suo commercio, tutto! La Germania come potrà mai guadagnare i soldi necessari a tener fede ai suoi giusti impegni? Pazzia! Follia pura!».
Nel marzo 1919 il principe del Galles e suo fratello (i futuri Edoardo VIII e Giorgio VI) si recarono a trovarla a Farnborough Hill per insignirla, a nome del re, del titolo di Dama Gran Croce dell'Ordine dell'Impero Britannico. L'imperatrice, commossa da questo gesto che rappresentava la stima che ancora i reali inglesi provavano per lei, scrisse a Giorgio V: «Sire, ringrazio Vostra Maestà per la G.B.E di cui sono stata insignita [...] Devo questo onore più alla gentilezza di Vostra Maestà che ai miei meriti personali, ed apprezzo moltissimo questo segno d'amicizia. L'incantevole giovane principe che me l'ha offerta ha raddoppiato questa mia gioia». Fu costretta a dettare questa lettera, perché ormai la cataratta non le permetteva quasi più di vedere e nessuno degli specialisti da lei consultati era stato fiducioso in un possibile intervento.

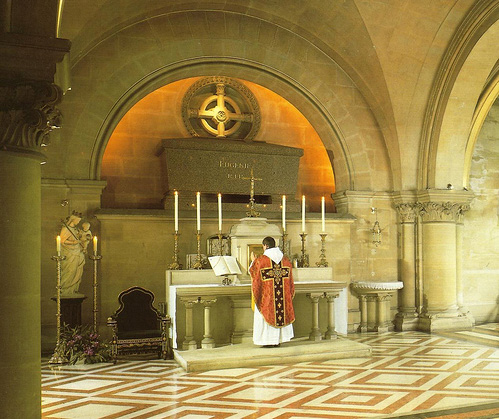
La tomba dell'imperatrice Eugenia.

Nel dicembre 1919 partì per Cap Martin, da cui mancava ormai da molti anni. Si fermò a Parigi e all'Hotel Continental rivide il suo caro Lucien Daudet: dallo scoppio della guerra non si erano più visti, sebbene fossero rimasti in rapporto epistolare e l'imperatrice avesse inviato a Lucien del denaro per aiutare la sua vita al fronte. L'imperatrice si confidò col suo giovane amico: «Volevo fare questo viaggio in aeroplano, sapete, ma la gente avrebbe detto semplicemente che ero una vecchia pazza». Il viaggio dell'imperatrice continuò a Cap Martin, Gibilterra, Algeciras, Jerez. A Siviglia ricevette la visita del re e della regina di Spagna, sua figlioccia. Si stabilì poi a Madrid, al palazzo di Liria, dove ricevette le visite di molti suoi connazionali che desideravano vedere «la più grande spagnola del loro tempo». Il Dottor Barraquer (di Barcellona) accettò di operarla alla cataratta: l'operazione fu un successo e l'imperatrice tornò allegra e vivace. Era sua intenzione tornare a Farnborough a metà luglio, ma il 10 luglio si sentì male durante la colazione e fu messa a letto. Aveva preso un'infreddatura che le fu fatale alla sua età. Di notte ricevette l'estrema unzione e alle otto del mattino dell'11 luglio 1920 si spense nel letto di sua sorella Paca. Aveva novantaquattro anni.
Le esequie si svolsero il 20 luglio in forma ufficiale all'Abbazia di San Michele alla presenza del re Giorgio V e della regina Mary, di Alfonso XIII di Spagna e della regina Vittoria Eugenia, di Manuele II del Portogallo e di sua madre, la regina Amelia d'Orléans. La bara era coperta dalla bandiera del Regno Unito e la cerimonia fu officiata dall'arcivescovo di Westminster; alla fine si rinunciò a sparare le ventuno salve di cannone dovute a un sovrano a causa delle proteste del governo francese. La bara di granito con la semplice scritta EUGÉNIE si trova tuttora sull'altare della cripta dell'abbazia.
L'imperatrice lasciò in eredità le sue proprietà spagnole al duca d'Alba, nipote di sua sorella Paca, la sua casa di Farnborough con la sua collezione passò all'erede del figlio, il principe Napoleone Vittorio Bonaparte, mentre Villa Cyrnos alla sorella di lui, la principessa Maria Letizia Bonaparte. I fondi liquidi furono divisi in tre parti: per Napoleone Vittorio, il duca d'Alba e María, duchessa di Tamamès (l'unica figlia di Paca ancora in vita). Lasciò anche diversi lasciti per i suoi numerosi amici e servitori; 100.000 franchi furono devoluti al comitato di ricostruzione della cattedrale di Reims, a cui donò anche il talismano di Carlo Magno.

## Discendenza
Eugenia de Montijo e Napoleone III di Francia ebbero un figlio:
- Napoleone Eugenio Luigi (1856-1879), erede al trono dell'Impero, morì senza aver lasciato discendenza.

## Riconoscimenti

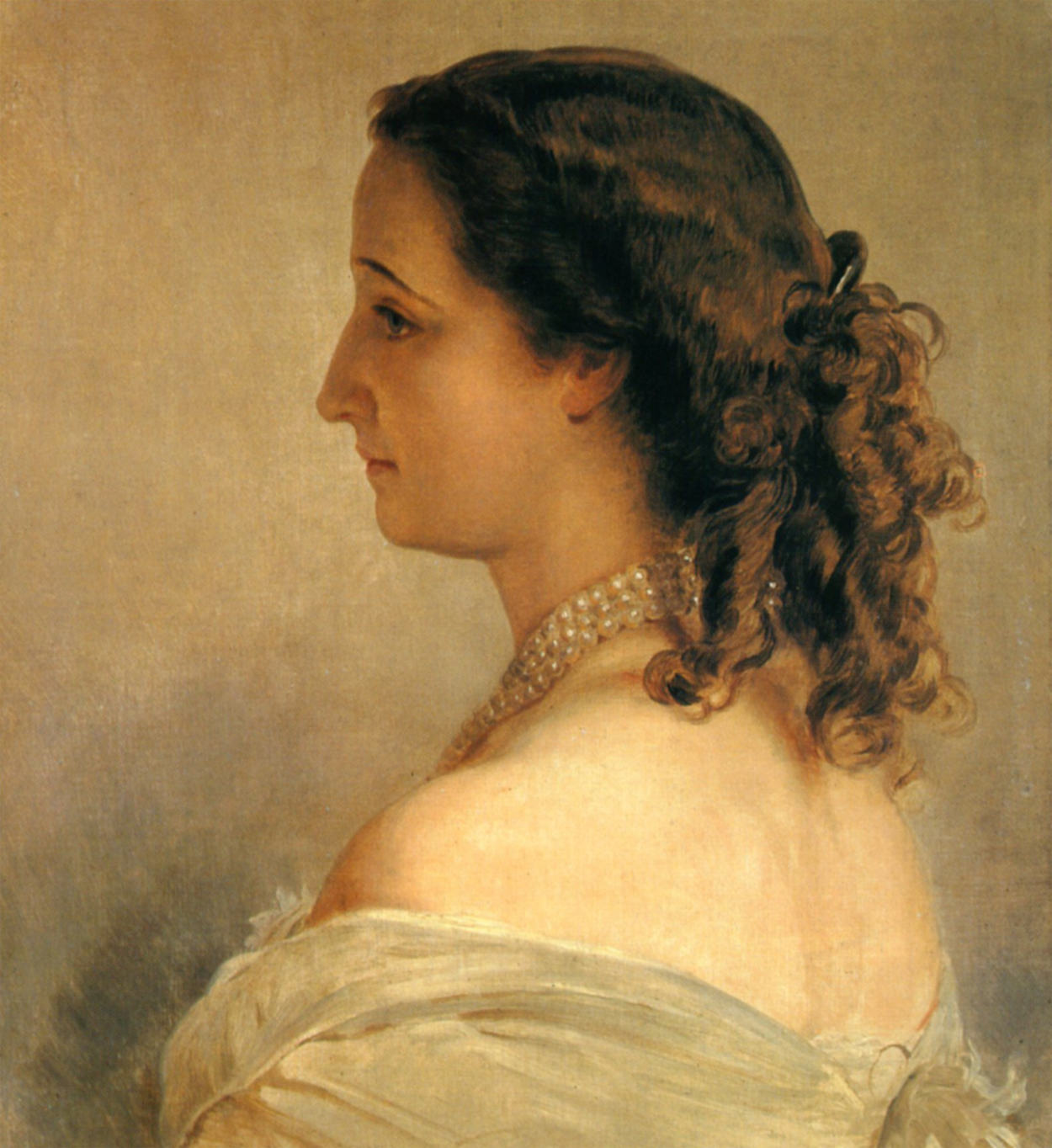
Eugenia in un altro ritratto di Winterhalter, del 1861.

- Il transatlantico francese Impératrice Eugénie, varato il 24 aprile 1864 a Saint-Nazaire, cantieri di Penhoët, dovette il suo nome a Eugenia de Montijo, ma, dopo la caduta di Napoleone III, nel 1870, fu ribattezzato Atlantique.
- All'imperatrice fu dedicato, nel 1857, il grande asteroide 45 Eugenia e il suo satellite, scoperto nel 1998, fu chiamato Le Petit-Prince (il piccolo principe) in onore di suo figlio.

## Ascendenza
|                                                          |                     |                                               | Genitori                                               |  |  | Nonni |  |  | Bisnonni                               |  |  | Trisnonni                               |  |
|                                                          |                     |                                               |                                                        |  |  |       |  |  | Joaquín Antonio de Palafox y Centurión |  |  | Juan Antonio de Palafox y Zúñiga Dávila |  |
|                                                          |                     |                                               |                                                        |  |  |       |  |  | Joaquín Antonio de Palafox y Centurión |  |  | Juan Antonio de Palafox y Zúñiga Dávila |  |
|                                                          |                     | Francisca Josefa Centurión y Carillo          |                                                        |  |  |       |  |  | Joaquín Antonio de Palafox y Centurión |  |  |                                         |  |
| Felipe Antonio de Palafox y Croÿ                         |                     |                                               |                                                        |  |  |       |  |  | Joaquín Antonio de Palafox y Centurión |  |  |                                         |  |
|                                                          |                     | Marienne Charlotte de Croÿ                    | Jean-Baptiste de Croÿ-Solre                            |  |  |       |  |  |                                        |  |  |                                         |  |
|                                                          |                     | Marienne Charlotte de Croÿ                    | Jean-Baptiste de Croÿ-Solre                            |  |  |       |  |  |                                        |  |  |                                         |  |
|                                                          |                     | Marienne Charlotte de Croÿ                    | Maria Anna Cesarina Montefeltro della Rovere           |  |  |       |  |  |                                        |  |  |                                         |  |
| Cipriano de Palafox y Portocarrero                       |                     | Marienne Charlotte de Croÿ                    |                                                        |  |  |       |  |  |                                        |  |  |                                         |  |
|                                                          |                     | Cristóbal Portocarrero y Fernández de Córdova | Cristóbal Gregorio Portocarrero y Funes de Villalpando |  |  |       |  |  |                                        |  |  |                                         |  |
|                                                          |                     | Cristóbal Portocarrero y Fernández de Córdova | Cristóbal Gregorio Portocarrero y Funes de Villalpando |  |  |       |  |  |                                        |  |  |                                         |  |
|                                                          |                     | Cristóbal Portocarrero y Fernández de Córdova | María Dominga Fernández de Córdoba y Portocarrero      |  |  |       |  |  |                                        |  |  |                                         |  |
| María Francisca de Sales Portocarrero de Guzmán y Zúñiga |                     | Cristóbal Portocarrero y Fernández de Córdova |                                                        |  |  |       |  |  |                                        |  |  |                                         |  |
|                                                          |                     | María Josefa López de Zuñiga y Pacheco        | Antonio López de Zúñiga Chaves Chacón                  |  |  |       |  |  |                                        |  |  |                                         |  |
|                                                          |                     | María Josefa López de Zuñiga y Pacheco        | Antonio López de Zúñiga Chaves Chacón                  |  |  |       |  |  |                                        |  |  |                                         |  |
|                                                          |                     | María Josefa López de Zuñiga y Pacheco        | María Teresa Pacheco Téllez-Girón                      |  |  |       |  |  |                                        |  |  |                                         |  |
| Eugenia de Palafox Portocarrero y Kirkpatrick            |                     | María Josefa López de Zuñiga y Pacheco        |                                                        |  |  |       |  |  |                                        |  |  |                                         |  |
|                                                          | William Kirkpatrick | Robert Kirkpatrick                            |                                                        |  |  |       |  |  |                                        |  |  |                                         |  |
|                                                          | William Kirkpatrick | Robert Kirkpatrick                            |                                                        |  |  |       |  |  |                                        |  |  |                                         |  |
|                                                          | William Kirkpatrick | Henriette Gillespie                           |                                                        |  |  |       |  |  |                                        |  |  |                                         |  |
| William Kirkpatrick                                      | William Kirkpatrick |                                               |                                                        |  |  |       |  |  |                                        |  |  |                                         |  |
|                                                          |                     | Mary Wilson                                   | John Wilson                                            |  |  |       |  |  |                                        |  |  |                                         |  |
|                                                          |                     | Mary Wilson                                   | John Wilson                                            |  |  |       |  |  |                                        |  |  |                                         |  |
|                                                          |                     | Mary Wilson                                   | …                                                      |  |  |       |  |  |                                        |  |  |                                         |  |
| María Manuela Kirkpatrick                                |                     | Mary Wilson                                   |                                                        |  |  |       |  |  |                                        |  |  |                                         |  |
|                                                          |                     | Henri de Grevigné                             | André de Grevigné                                      |  |  |       |  |  |                                        |  |  |                                         |  |
|                                                          |                     | Henri de Grevigné                             | André de Grevigné                                      |  |  |       |  |  |                                        |  |  |                                         |  |
|                                                          |                     | Henri de Grevigné                             | Marie-Josèphe Dehousse                                 |  |  |       |  |  |                                        |  |  |                                         |  |
| Marie Françoise de Grevigné                              |                     | Henri de Grevigné                             |                                                        |  |  |       |  |  |                                        |  |  |                                         |  |
|                                                          |                     | Francisca Antonia de Gallegos y Delgado       | Antonio de Gallegos                                    |  |  |       |  |  |                                        |  |  |                                         |  |
|                                                          |                     | Francisca Antonia de Gallegos y Delgado       | Antonio de Gallegos                                    |  |  |       |  |  |                                        |  |  |                                         |  |
|                                                          |                     | Francisca Antonia de Gallegos y Delgado       | …                                                      |  |  |       |  |  |                                        |  |  |                                         |  |
|                                                          |                     | Francisca Antonia de Gallegos y Delgado       |                                                        |  |  |       |  |  |                                        |  |  |                                         |  |

## Titoli e trattamento
- 5 maggio 1826 - 15 marzo 1839: Doña María Eugenia Ignacia Augustina de Palafox y Portocarrero de Guzmán y Kirkpatrick
- 15 marzo 1839 - 30 gennaio 1853: Sua Eccellenza, Doña María Eugenia Ignacia Augustina de Palafox y Portocarrero de Guzmán y Kirkpatrick, diciannovesima contessa di Teba e contessa de Montijo (dal 1844)
- 30 gennaio 1853 - 4 settembre 1870: Sua Maestà Imperiale, l'Imperatrice dei francesi
- 4 settembre 1870 - 11 luglio 1920: Sua Maestà Imperiale, l'imperatrice Eugenia di Francia

## Eugenia de Montijo nella cultura di massa

### Letteratura
- Riflessi di seta (1981) romanzo di Rosalind Laker.

### Film
- Violette imperiali (1932) con Suzanne Bianchetti.
- Le perle della corona (1937) con Raymonde Allain - Eugenia nel 1865 - e Marguerite Moreno - Eugenia nel 1914.
- Suez (1938) con Loretta Young.
- Katia (1938) con Génia Vaury.
- Remontons les Champs-Élysées (1938) con Raymonde Allain
- Tre valzer (1938) con Jeanne Helbling.
- Il conquistatore del Messico (1939) con Gale Sondergaard.
- La contessa di Castiglione (1942) con Maria Pia Spini.
- Bernadette (1943) con Patricia Morison.
- Eugenia de Montijo (1944) con Amparo Rivelles.
- Il valzer di Parigi (1950) con Raymonde Allain.
- Violette imperiali (1952) con Simone Valère.
- Nanà (1955) con Jacqueline Plessis.
- Si Paris nous était conté (1955) con Renée Saint-Cyr.
- Ottocento (1959) con Lea Padovani.
- La Castiglione (1975) con Maria Teresa Letizia (sceneggiato televisivo).
- La contessa di Castiglione (2006) con Goya Toledo. (miniserie televisiva)
- Lo scafandro e la farfalla (2007) con Emma de Caunes.
- Sissi (2009) con Andrea Osvárt.

### Documentari
- Eugénie - La dernière impératrice, trentatreesimo episodio del programma Secrets d'histoire, andato in onda il 4 agosto 2010 su France 2.